# 登彌神社
登彌神社（とみじんじゃ）は、奈良県奈良市石木町に鎮座する式内社で、旧社格は、県社(昭和14年に列格)。神社の北の明神山からは、祭祀土器が出土している。
由緒については、皇紀４年春２月23日、神武天皇がこの地に於いて皇祖天神(または、饒速日命)を祭祀されたのが、淵源であり、その後、登美連が祖先である饒速日命の居住地であったこの地に、命の夫妻を奉祀したのが神社の創建とされている。小宮も合わせて二十二柱の神を奉斎している。

## 祭神
本殿が、南向きで西本殿と東本殿が横並びとなっており、西本殿の祭神が神皇産霊神・饒速日命・天児屋命、東本殿の祭神が高皇産霊神・誉田別命。なお、饒速日命は、登美饒速日命・木嶋大明神とも呼ばれている。

## 文化財
- 文化庁より、令和２年４月３日、本殿・拝殿・神饌所・手水舎・社務所が登録有形文化財に登録される。
- 粥占いが、昭和57年３月１日、奈良市無形民俗文化財に指定される。

## 境内神社
- 祓殿神社(祭神：瀬織津比売神・速秋津比売神・気吹戸主神・速佐須良比売神・表筒男神・中筒男神・底筒男神)
- 山室神社(祭神:大物主神・菅原道真公)
- 豊穂神社(祭神：大日孁命・豊受比売神・天宇受女神)
- 荒神神社(祭神:大山祇神・庭高津日神)
- 比良田神社(祭神:猿田彦神・大己貴神・八重事代主神)

## アクセス
- 近鉄橿原線、九条駅より西へ２km(徒歩20分)

- 駐車場あり